# Fricis Dambrēvics
Fricis Dambrēvics (* 16. Januar 1904 in Liepāja; † 15. März 1962 ebenda) war ein lettischer Fußballspieler.

## Karriere
Fricis Dambrēvics spielte in seiner Vereinskarriere, die von 1925 bis 1931 andauerte, bei Olimpija Liepāja, mit denen er dreimal lettischer Meister wurde.
Im August 1926 debütierte Dambrēvics in der lettischen Nationalmannschaft im freundschaftlichen Länderspiel gegen Litauen, das in Kaunas ausgetragen wurde. Im Jahr 1928 nahm er mit der Landesauswahl am ersten Baltic Cup der Geschichte teil und gewann diesen mit der Mannschaft.
Im fünften seiner acht Länderspiele erzielte Dambrēvics gegen Finnland seinen ersten Treffer, seinen letzten von zweien während des Baltic Cups 1930 im Spiel gegen Estland. Das letzte Länderspiel absolvierte er im Oktober 1930 in Warschau gegen Polen.

## Erfolge
mit Olimpija Liepāja
- Lettischer Meister: 1927, 1928, 1929

mit Lettland
- Baltic Cup: 1928